# Charles Bennett (atleta)
Charles Bennett (Shapwick, 9 dicembre 1871 – Bournemouth, 18 dicembre 1948) è stato un mezzofondista e siepista britannico, vincitore di due medaglie d'oro e una d'argento ai Giochi olimpici di Parigi 1900.

## Palmarès
| Anno                                  | Manifestazione  | Sede   | Evento           | Risultato | Prestazione | Note            |
| ------------------------------------- | --------------- | ------ | ---------------- | --------- | ----------- | --------------- |
| In rappresentanza del Regno Unito     |                 |        |                  |           |             |                 |
| 1900                                  | Giochi olimpici | Parigi | 1500 m piani     | Oro       | 4'06"2      | Record mondiale |
| 1900                                  | Giochi olimpici | Parigi | 4000 m siepi     | Argento   | 12'58"6     |                 |
| In rappresentanza della Squadra mista |                 |        |                  |           |             |                 |
| 1900                                  | Giochi olimpici | Parigi | 5000 m a squadre | Oro       | 26 p.       |                 |